# Alema Alema
Alema Alema (Kabul, 1964), a menudo conocida como Doctora Alema, es una doctora en filosofía, analista de conflictos, activista feminista y política afgana. Fue ministra para la Paz del gobierno de Afganistán.

## Trayectoria
Nacida en Kabul en 1964, permaneció en Alemania durante el primer gobierno talibán. Se doctoró en Filosofía en una universidad alemana. También fundó un comité solidario con otras mujeres afganas. Además participó en conferencias en diversas ciudades alemanas para hablar sobre las condiciones de las mujeres en Afganistán.
Durante más de veinte años se ha dedicado al análisis de conflictos. A su regreso a Afganistán, fue viceministra de Derechos humanos, sociedad civil, refugiados y repatriación del Ministerio Estatal para la Paz.También, como defensora de los derechos de las mujeres afganas, fue fundadora del Comité de Participación Política de las Mujeres, de carácter independiente, que promovió la campaña de concienciación política «Para quién es mi voto» e inició la Carta de las Mujeres de Afganistán.
Es formadora y moderadora profesional en el ámbito del derecho humanitario enfocada en refugiados, migrantes y desplazados forzosos. Ha publicado libros sobre las relaciones internacionales germano-afganas y el empoderamiento de las mujeres afganas.

## Reconocimientos
La BBC la incluyó en su lista 100 Women (BBC) de 2021.